# Musica per i tuoi sogni
Musica per i tuoi sogni (My Dream Is Yours) è un film del 1949 diretto da Michael Curtiz.

## Trama
Gary Mitchell, un famoso cantante, licenzia il suo agente Doug Blake. Quest'ultimo si mette così alla ricerca di un nuovo cantante, quando casualmente incontra Martha Gibson, una giovane che lavora in una fabbrica di jukebox. Gli sforzi dell'agente hanno esito positivo e Martha ottiene una grande popolarità, che la porta anche ad intraprendere una relazione con Gary. Tuttavia, dopo essersi accorta di alcuni pessimi aspetti del carattere del giovane, capisce che fin dall'inizio si era innamorata di Doug: Martha si dichiara così a Doug, che ricambia i suoi sentimenti.